# Guglielmo Calderini

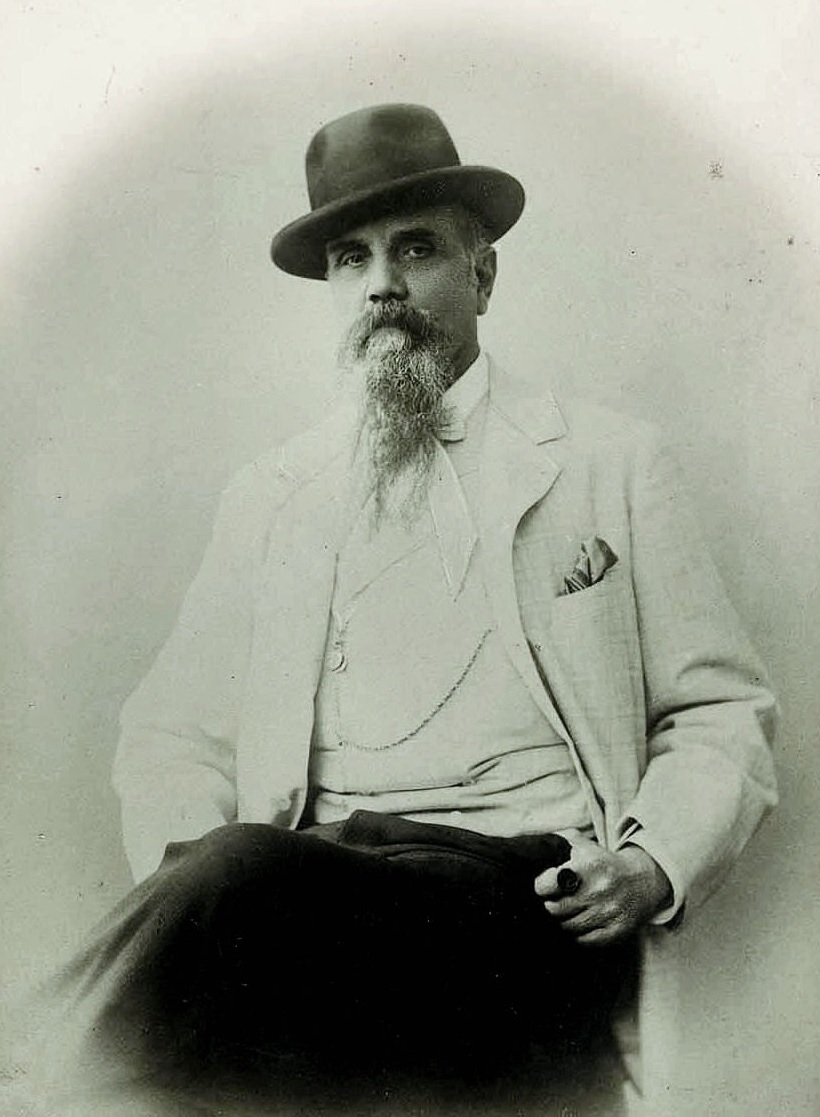
Guglielmo Calderini (nach 1902)

Guglielmo Calderini (* 3. März 1837 in Perugia, Umbrien; † 12. Februar 1916 in Rom) war ein italienischer Architekt und ein wichtiger Vertreter des Eklektizismus.

## Leben und Wirken
Calderini studierte an der Akademie in Perugia, der Universität Turin und in Rom, wo er das Architekturdiplom erlangte. Anschließend kehrte er zunächst als Stadtbaumeister (bis 1869) in seine Heimatstadt Perugia zurück, wo er von 1868 bis 1882 an der Kunstakademie Pietro Vannucci Architektur und Kunstgeschichte unterrichtete. Seit 1869 war er gleichzeitig als Honoraringenieur für das königliche Ministerium für öffentliche Arbeiten tätig und erhielt Aufträge von kommunalen Baubehörden aus ganz Italien, dem Denkmalamt Latium oder der Bauhütte der Basilika Ostiense in Rom. Seine Lehrtätigkeit setzte er ab 1881 als Professor für Dekoration und Architektur an der Universität Pisa fort und lehrte schließlich von 1891 bis 1912 an der renommierten Königlichen Ingenieurhochschule Scuola Superiore di Ingegneria in Rom. Calderini gewann viele Ausschreibungen und Wettbewerbe und schuf zahlreiche repräsentative öffentliche Bauten in Italien. Auch in der Denkmalpflege und Archäologie engagierte sich Calderini. 1898 wurde er zum Chefkonservator der Denkmalkommission seiner Heimatstadt Perugia ernannt.

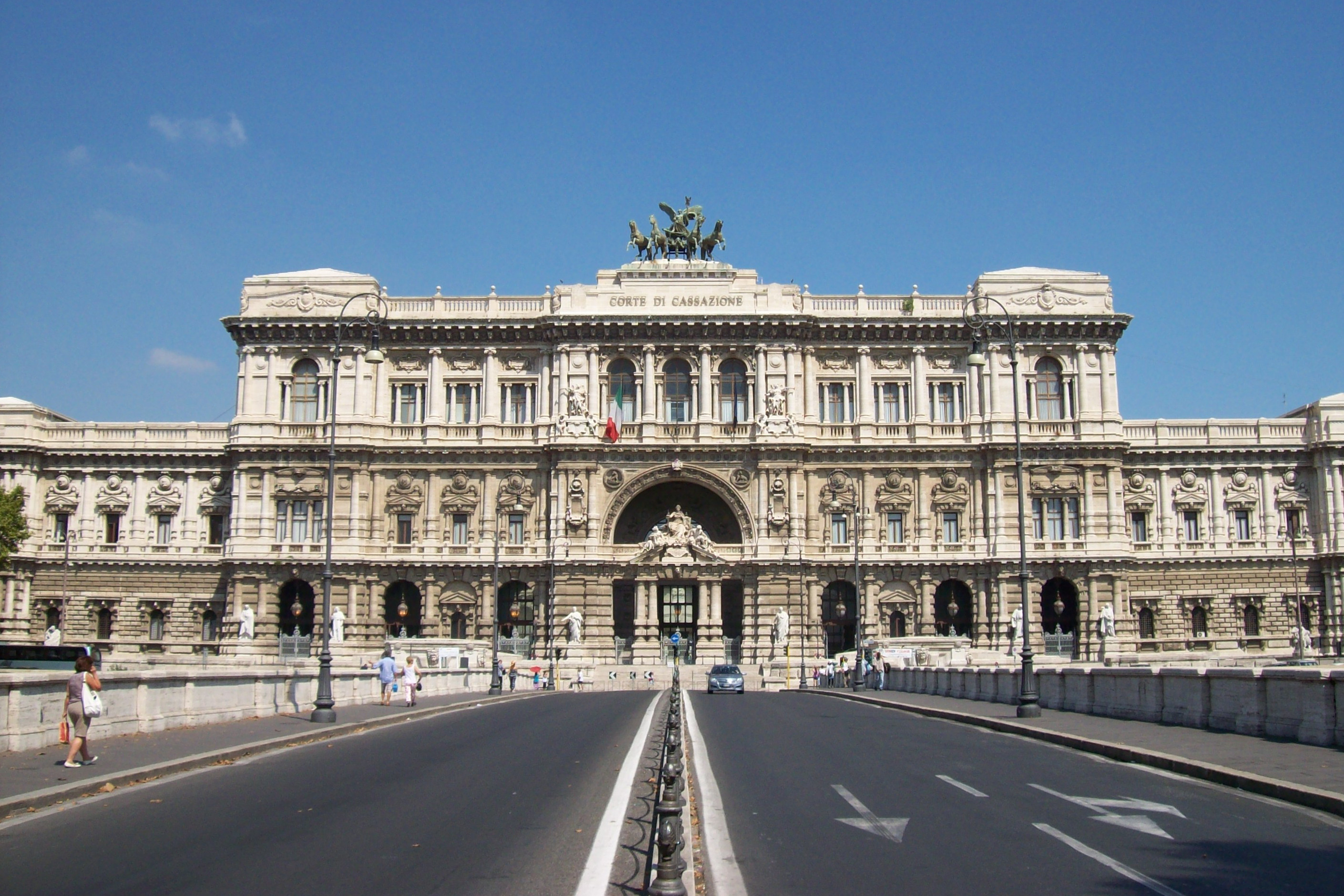
Der Palazzo di Giustizia in Rom

1884 gewann sein Entwurf den Wettbewerb für den 1882 vom italienischen Justizminister Giuseppe Zanardelli ausgeschriebenen Bau eines römischen Justizpalastes. Für das äußerst prachtvolle Gerichtsgebäude, mit dem die Gründung des italienischen Nationalstaats im Jahr 1870 gefeiert werden sollte, kombinierte Calderini Architekturelemente der Spätrenaissance und des Barock. In vielen Metropolen Europas entstanden ungefähr zur gleichen Zeit ähnliche, konzeptionell dem Vorbild des Pariser Palais de Justice nachempfundene monumentale Justizgebäude (z. B. Brüssel, Wien, München, Köln).
Bedingt durch schwer wiegende Gründungsprobleme, Statikfehler und zwischenzeitliche archäologische Ausgrabungen auf dem Bauplatz kam es bei der Realisierung des zwischen 1888 und 1910 entstandenen Baus, der als Calderinis Hauptwerk in die Geschichte einging, zu langen Bauverzögerungen, und Calderini musste seine ursprünglichen Pläne mehrfach erheblich abändern. Wegen seiner Monumentalität, ausufernder Baukosten und der langen Bauzeit war das Projekt nicht unumstritten. Das Ergebnis wurde von den Römern abschätzig Palazzaccio („hässlicher Protzpalast“) genannt. Aus Verzweiflung über die Anfeindungen seines Werks in der Öffentlichkeit und ungeklärte Fragen im Zusammenhang mit der Finanzierung des Baus tötete sich Guglielmo Calderini wenige Wochen vor seinem 79. Geburtstag selbst. Er fand in Rom seine letzte Ruhestätte. Neben seinen Bauten hat er zahlreiche Pläne, Zeichnungen und Aquarelle nicht realisierter Projekte hinterlassen. Auch designerische Werke von Calderini, etwa Straßenlampen und Promenadenschmuck, haben bis heute im öffentlichen Raum überdauert.

## Werke (Auswahl)

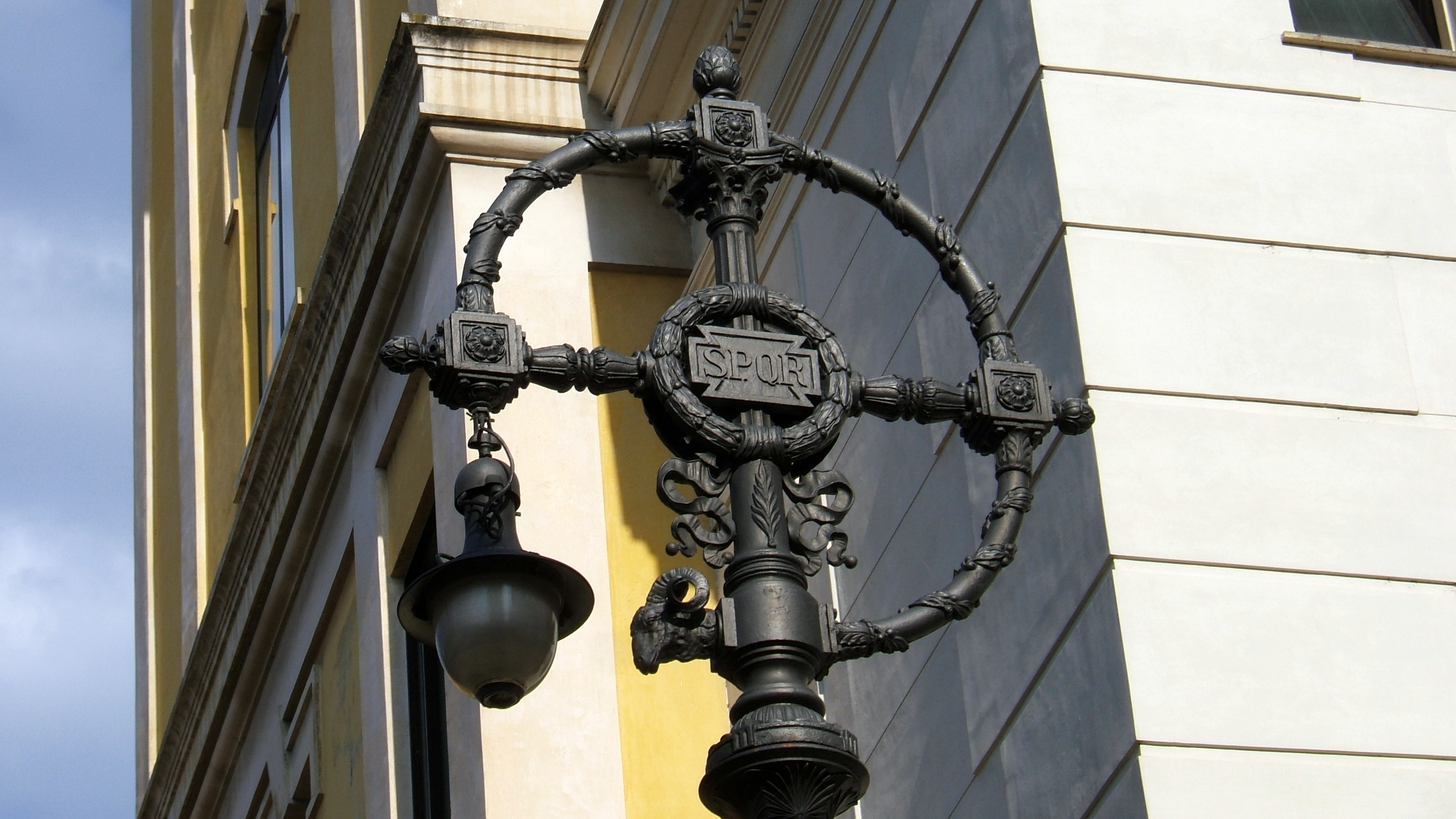
Von Calderini entworfener Laternenkopf vor dem Eingang der Centrale Montemartini in Rom

- Cattedrale dell’Assunta in Savona (Domfassade, 1879)
- Palazzo Comunale (Rathaus) in Fabro
- Chiesa di San Costanzo und angrenzende Bäder in Perugia (1882–1890)
- Caserma d’Artiglieria (Artilleriekaserne) in Foligno
- Quadriportico (vierseitiger Säulenhof) an Sankt Paul vor den Mauern in Rom (ab 1893)
- Palazzo Cesaroni in Perugia (1897), bis 1925 als Hotel genutzt
- Palazzo di Giustizia (Justizpalast) in Rom (1887–1910)
- Palazzo Bianchi in Perugia (1888–1904)
- Palazzo Municipale (Rathaus) von Messina (Wiederaufbau 1910 nach Erdbebenschäden)

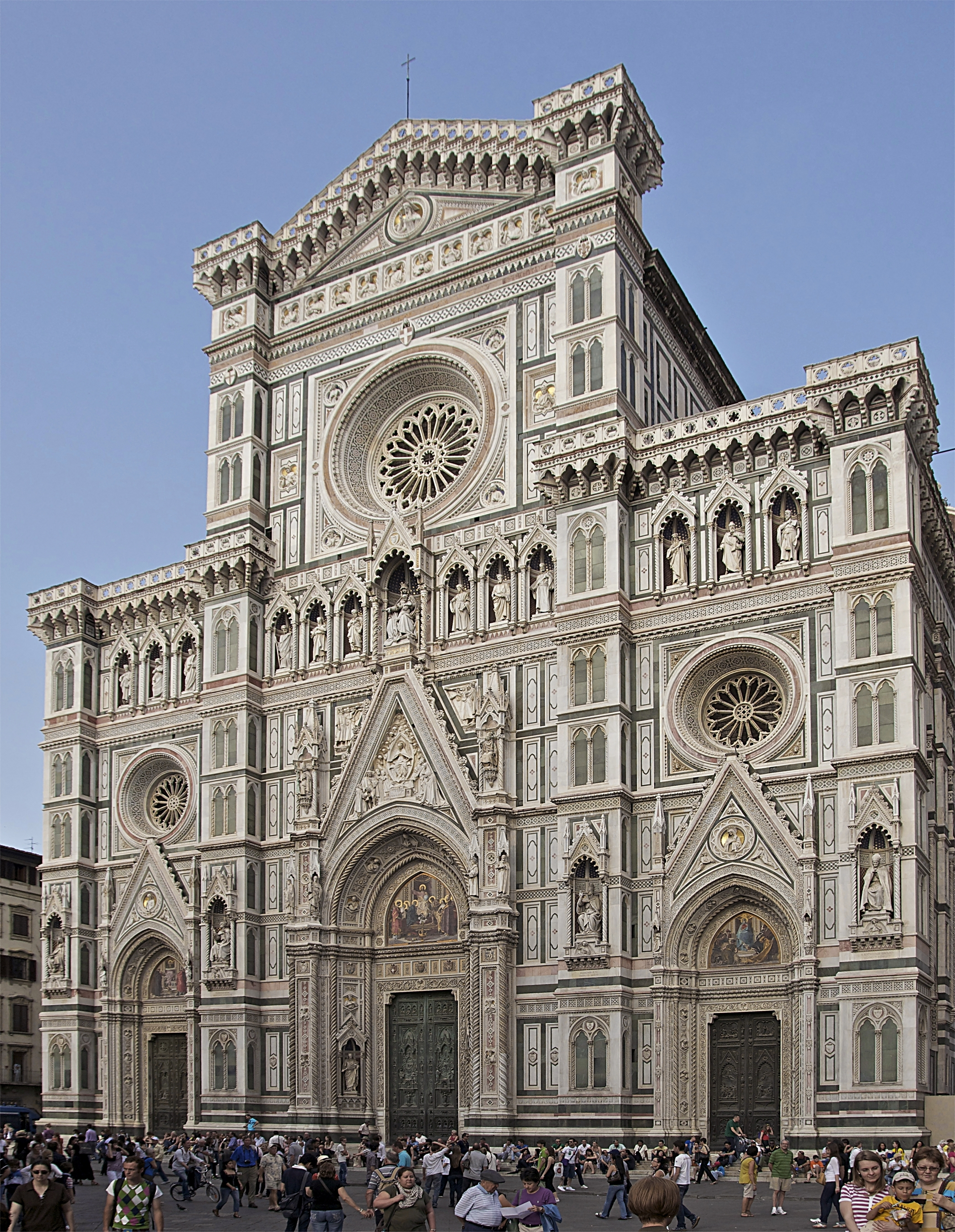
1864 entwarf Calderini das Obergeschoss der neuen Westfassade des
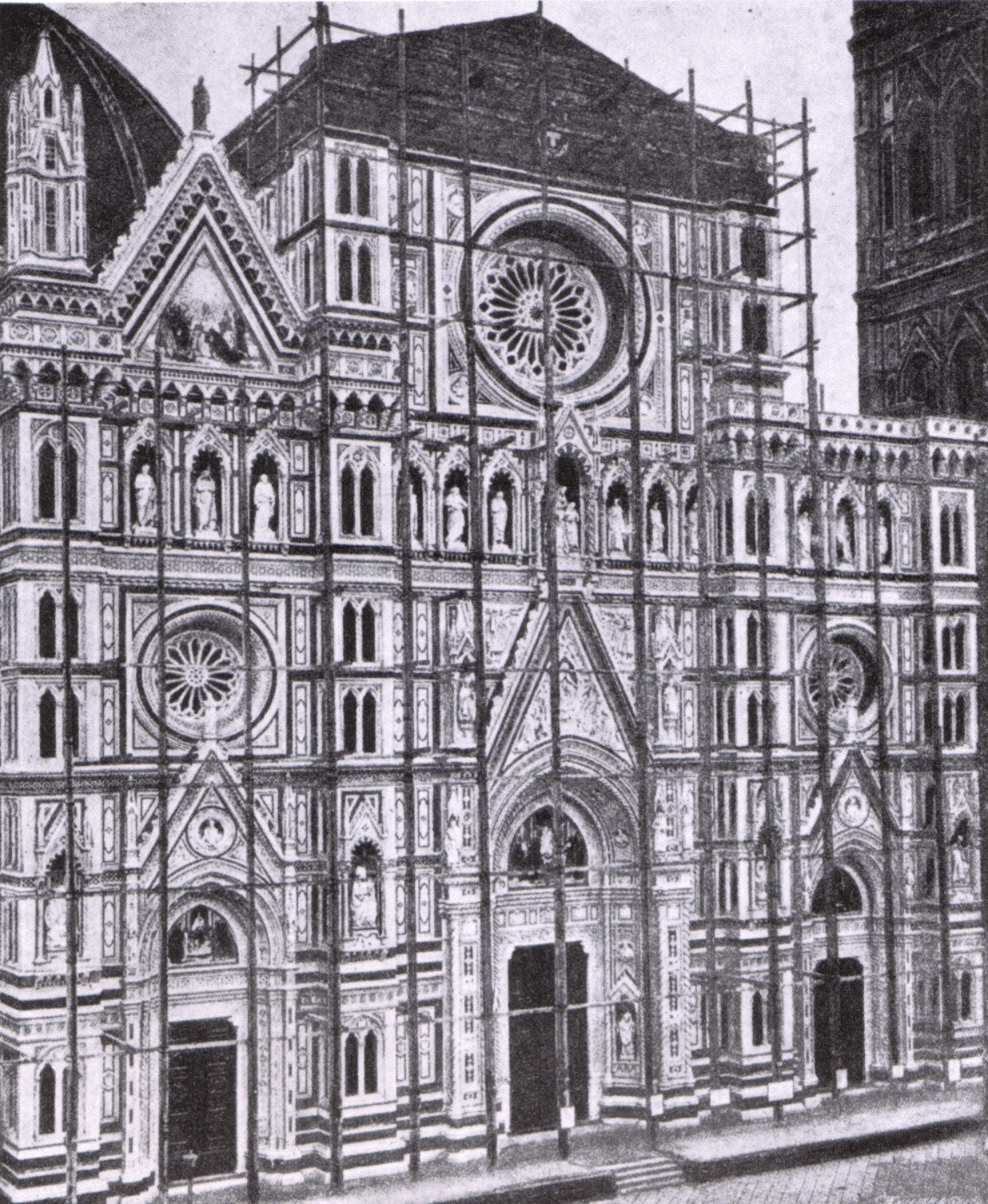
… Doms von Florenz (hier in Bau, um 1870)
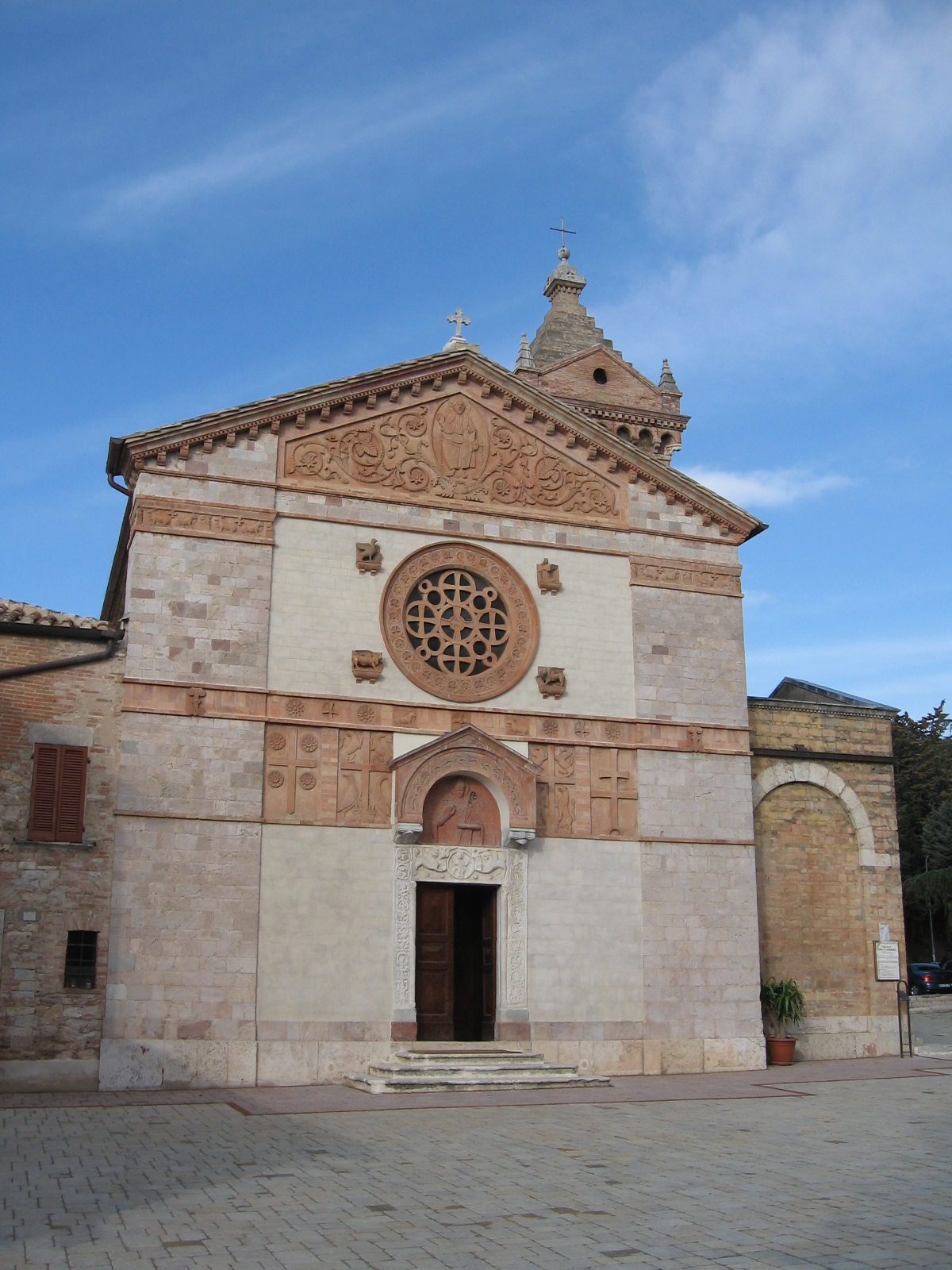
San Costanzo, Perugia (fast kompletter Neuaufbau)
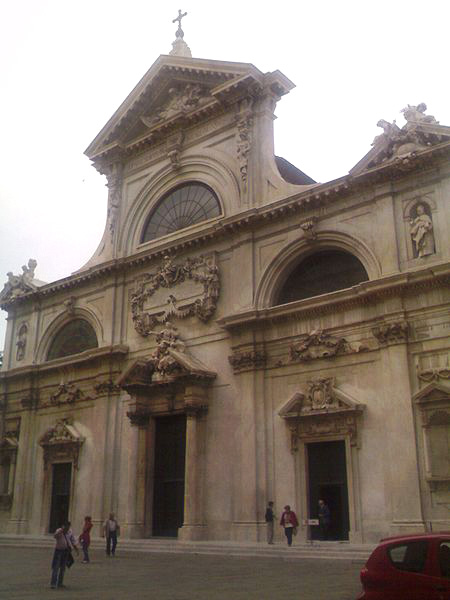
Neobarocke Fassade des Doms von Savona
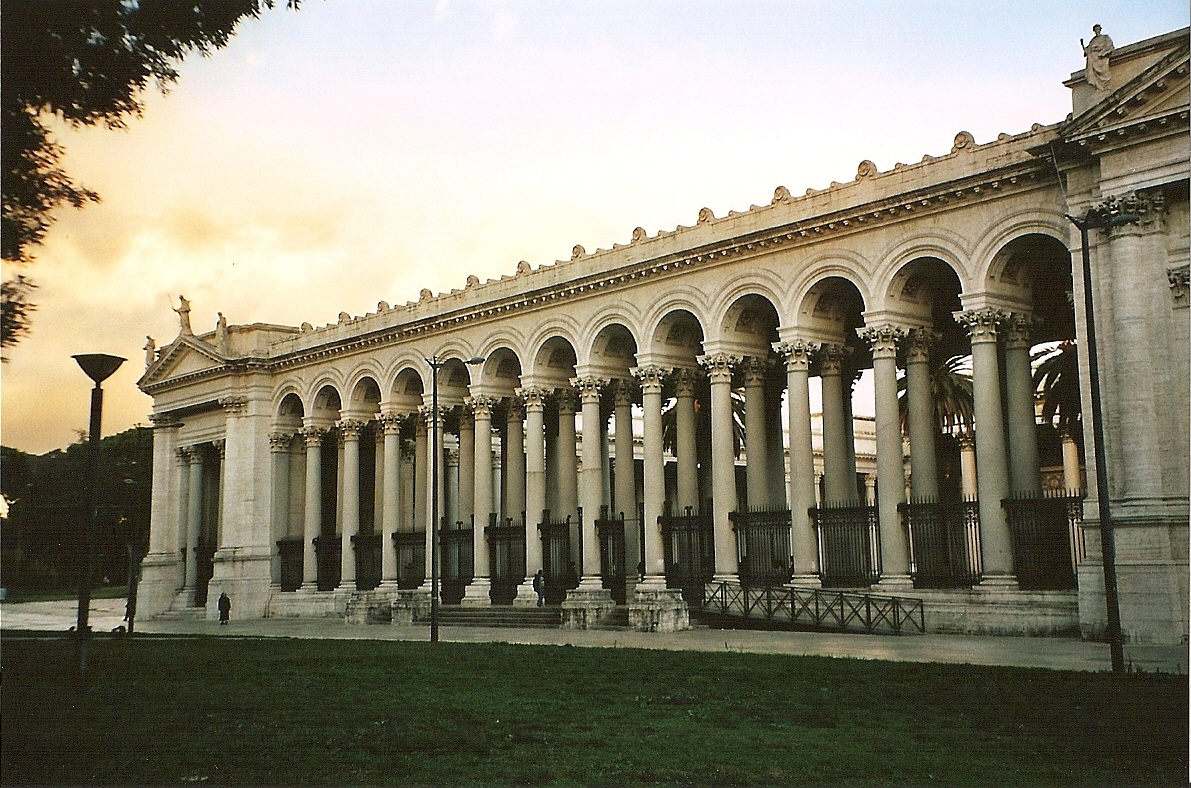
Säulenhalle an der Paulsbasilika in Rom mit beinahe 150 Säulen
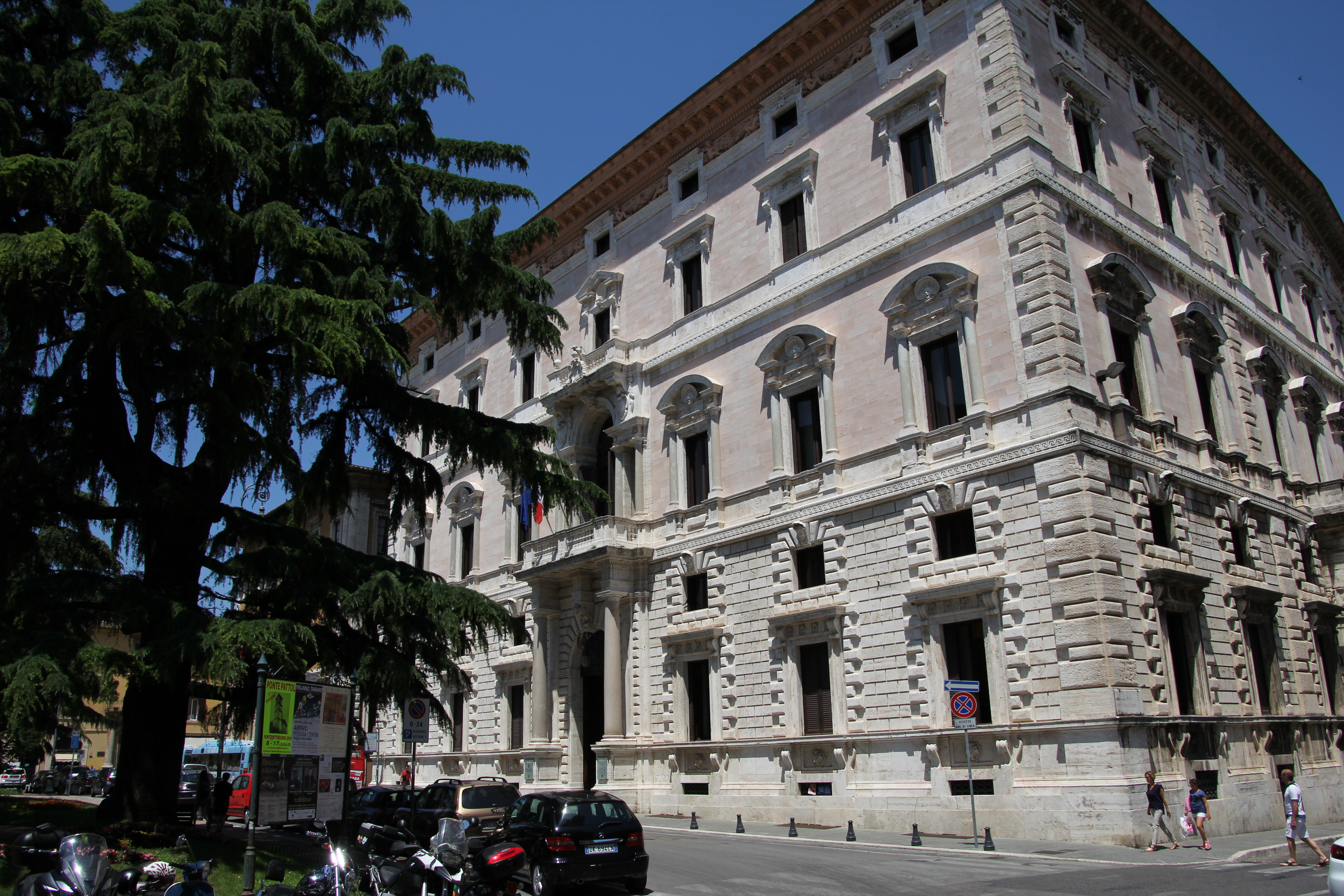
Palazzo Cesaroni, Perugia
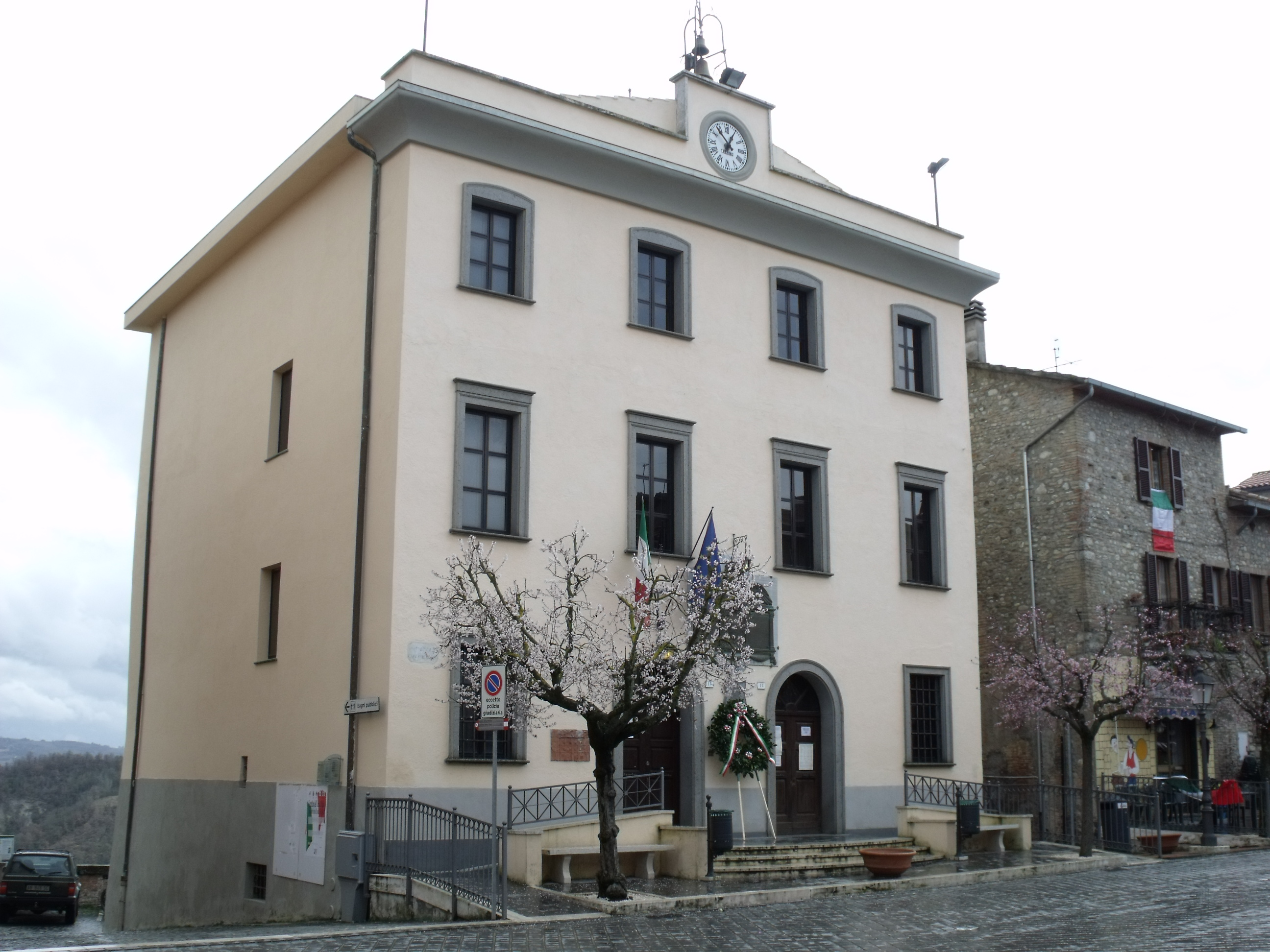
Rathaus in Fabro